# Nikolaine Gschlössl
Nikolaine Gschlössl, conocida como Ina Gschlössl (Colonia, 1898 - Neusäß 1989) fue una teóloga evangélica alemana, conocida por su pública resistencia al nazismo y por su lucha por el reconocimiento de la igualdad de las mujeres en el ministerio de las iglesias.

## Estudios
Se graduó como docente de francés y religión en 1919. Realizó estudios de Economía en la Universidad de Colonia y de Filología en la Universidad de Bonn. Desde 1924 estudió en la Universidad de Marburgo, donde se graduó en Teología en 1927. Allí fue alumna de Paul Tillich, con quien desde entonces compartió ideas teológicas y políticas.

## Actividad eclesial
En 1925 había sido una de las fundadoras de la Sociedad Femenina de Teólogas Evangélicas, que tenía entre sus objetivos que las mujeres fueran aceptadas en los ministerios de la iglesia en igualdad de condiciones con los hombres y pudieran desempeñar todas las funciones. Después de graduarse, en 1927, aprovechando una nueva ley, la iglesia de Colonia le nombró vicaria al lado del pastor Georg Fritze, que compartía sus puntos de vista. Pero como Ina publicara una protesta porque las mujeres continuaban sin autorización para ser pastoras, en noviembre de 1927 el consistorio de la iglesia la retiró de la vicaría debido a sus "inconvenientes puntos de vista" y la "asignó" como maestra de religión en las escuelas vocacionales, un cargo financiado por la ciudad y no por la iglesia. Enseñó en siete escuelas diferentes y en un total de treinta y siete clases de graduados. En 1930 se estableció formalmente la Asociación Femenina de Teólogas Evangélicas, de la cual formó parte, al igual que de la Federación de Cristianos Socialistas.
En 1932, Leopold Klotz, un editor de Gotha, publicó la opinión de 43 teólogos y líderes de la iglesia protestante sobre el nazismo. En su contribución, Ina Gschlössl condenó la idolatría de la propia nación, de la sangre germánica y sus consecuencias y rechazó el odio a los judíos como incompatibles con el cristianismo. En sus clases también criticó la ideología nazi y por denuncia de uno de sus alumnos, el alcalde la despidió del servicio municipal el 1 de agosto de 1933, por hacer "comentarios inapropiados sobre el Canciller del Reich y otros estadistas y hablar sobre la cuestión judía de una forma que carecía de comprensión del punto de vista nacional". Se ganó la vida los años siguientes como niñera de los hijos de una pareja de médicos judíos.
En 1938, Hans Encke la vinculó como voluntaria al trabajo social de la Iglesia Confesante. Estaba a cargo de la tutela y cuidado de los niños y niñas, así como del ministerio con los presos, incluidos los condenados a muerte en la prisión de "Klingelpütz". Durante la Segunda Guerra Mundial ayudó a los protestantes "no arios". Al finalizar la guerra Enke la encargó de reorganizar y dirigir la enseñanza de religión en las escuelas vocacionales, en las que trabajó hasta su jubilación en 1966. Había continuado su lucha y debates por el ministerio pleno de las mujeres en las iglesias, que finalmente fue aprobado en 1963, poco antes de su retiro.